# بارسيفال

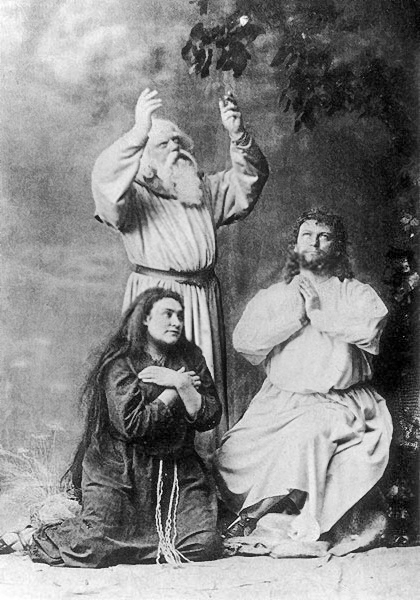
ايميليا ماترنا و اميل سكاريا و هارمان وينكلمان (يمين) في العرض الأول لعام 1882 لإنتاج بارسيفال في بايرويت

بارسيفال (111 في كتالوج أعمال فاغنر، دبليو دبليو في) هي أوبرا أو دراما موسيقية من ثلاثة فصول ألفها الملحن الألماني ريخارد فاغنر وكانت آخر مؤلفاته. ليبيريتو فاغنر الخاصة للعمل مبنية بناءً غير محكم على القصيدة الملحمية المكتوبة باللغة الألمانية العليا الوسطى بارزيفال من تقليد مينيسانغ وتأليف فولفرام فون اشنباخ، التي تروي قصة بارزيفال (بيرسيفال) فارس الملك آرثر وبحثه الكأس المقدسة.
ابتدع فاغنر عمله في أبريل 1857، لكنه أنهاه بعد خمس وعشرين سنة. استفاد في تأليفه من الصوتيات الخاصة في بايريوث فيستيبيلهاوس المبنية حديثًا. أُنتجت بارسيفال أول مرة في مهرجان بايريوث الثاني في 1882. ظل مهرجان بايريوث محتكرًا إنتاج بارسيفال حتى عام 1903، وقتما أُديت الأوبرا في أوبرا ميتروبوليتان بنيويورك.
لم يصف فاغنر بارسيفال بأنها أوبرا، بل مسرحية مهرجانية من أجل تدشين المسرح. نشأ تقليد في بايريوث يقتضي ألا تصفق الجماهير في نهاية الفصل الأول.
أوردت إحدى النظريات أن تهجئة بارسيفال بدلًا من بارزيفال التي استخدمها فاغنر حتى عام 1877 ترجع إلى أصل فارس، وهو بارسي (أو باريش) فال، ويعني «الأحمق القح (أو الفقير)».

## تأليفها
قرأ فاغنر قصيدة فون اشنباخ بارزيفال عندما كان في الحمامات الطبية بماريانسكي لازني في 1845. بعد تعرضه لكتابات آرثر شوبنهاور في 1854، صار فاغنر مهتمًا بالفلسفة الآسيوية، ولا سيما البوذية. ومن اهتمامه هذا، ألّف فاغنر داي سيغر (المنتصرون، 1856)، وهو مشهد كتبه من أجل إحدى الأوبرات بناء على قصة من حياة بوذا. طُرحت الموضوعات التي عالجتها بارسيفال من إنكار الذات والتناسخ والرحمة وحتى المجموعات الاجتماعية الحصرية (الطوائف الإثنية في داي سيغر، وفرسان الكأس في بارسيفال) أول مرة في داي سيغر.

وفقًا لسيرته الذاتية ماين ليبين، فقد ابتدع فاغنر بارسيفال في صباح الجمعة العظيمة، في أبريل 1857، في أسايل (بالألمانية: «أسايلوم»)، وهي الكوخ الصغير في عزبة أوتو فيزندونك في ضاحية إنجه بزيورخ، والتي وضعها فيزندونك -وهو تاجر حرير ثري وراع سخي للفنون- تحت تصرف فاغنر، من خلال المساعي الحميدة لزوجته ماتيلد فيزندونك. انتقل الملحن وزوجته مينا إلى الكوخ في 28 أبريل:
.. في الجمعة العظيمة، استيقظت لأرى الشمس تسطع للمرة الأولى في هذا المنزل: كانت الحديقة الصغيرة تشعّ خضرةً، والطيور تغني، وصار بإمكاني أخيرًا الجلوس على السطح والتمتع بالسلام الذي طالما تاقت نفسي إليه مع رسالة وعدها. بعد أن ملأني هذا الشعور، تذكرت فجأة أن اليوم الجمعة العظيمة، وذكرني ذلك بالأهمية التي اكتسبها هذا الفأل بالفعل عندما كنت أقرأ بارزيفال لفولفرام. منذ حلولي بماريانسكي لازني [في صيف 1845]، حيث ابتدعتُ دي مايسترزينغر ولوهينجرين، لم أشغل نفسي بتلك القصيدة مرة ثانية، وآنذاك داهمتني إمكانياتها النبيلة بقوة عارمة، ومن أفكاري عن الجمعة العظيمة ابتدعتُ بسرعة دراما كاملة، فرسمت لها مخططًا تقريبًا ببضع شحطات قلم، وقسمتها كلها إلى ثلاثة فصول.
لكن، وكما قالت زوجته الثانية كوسيما فاغنر لاحقًا في 22 أبريل 1879، فقد نُمقت هذه الحكاية بمقدار معين من الضرورة الشعرية:
يتذكر ريخارد اليوم الأثر الذي ألهم «موسيقى الجمعة العظيمة»، فيضحك قائلًا إنه فكر في قرارته: «في الحقيقة، فإن ذلك كله بعيد المنال بقدر علاقاتي الغرامية، ذلك أنها لم تكن الجمعة العظيمة ما جعلني أفكر البتة، بل مجرد مزاج سعيد في الطبيعة، ’هذا ما ينبغي أن تكون الجمعة العظيمة عليه‘».
ربما ابتُدع العمل بالفعل في كوخ فيزندونك في الأسبوع الأخير من أبريل 1857، لكن الجمعة العظيمة في ذلك العام وقعت في العاشر من أبريل، وقتما كان آل فاغنر ما يزالون يعيشون في زيلتويغ 13 بزيورخ. لو كانت القطعة النثرية التي يذكرها فاغنر في ماين ليبين دقيقة التاريخ (ومعظم أوراق فاغنر الباقية مؤرخة)، لسوّى ذلك المسألة إلى الأبد، لكن الورقة للأسف لم تنجُ.
لم يستأنف فاغنر العمل على بارسيفال لثماني سنوات، وفي خلالها أتم تريستان وإيزولت ودي مايسترزينغر فون نوربيرغ. ثم، بين 27 و30 أغسطس 1865، عاد إلى بارسيفال ثانية وأنشأ مسودة نثرية للعمل ضمت مخططًا موجزًا إلى حد ما للحبكة وكمية كبيرة من التعليقات التفصيلية على شخصيات وموضوعات الدراما. لكن العمل أُهمل مرة ثانية ونُحي لإحدى عشرة سنة ونصف أخرى. في خلال هذا الوقت، كان معظم طاقة فاغنر الإبداعية مكرسًا لدير رينغ دريس نيبلنغين، والتي تمت أخيرًا في 1874 وأُديت كاملة للمرة الأولى في بايريوث بأغسطس 1874. لم يجد فاغنر الوقت ليركز على بارسيفال إلا بعد إتمام هذه المهمة الهائلة. بحلول 23 فبراير 1877، أتم مسودة نثرية ثانية وأكثر شمولية للعمل، وبحلول 19 أبريل من العام نفسه، حولها إلى نص شعري (أو «قصيدة» كما كان فاغنر يحب أن يسمي الليبريتو).
في سبتمبر 1877، بدأ الموسيقى بإنشاء مسودتين كاملتين للنوتة من البداية إلى النهاية. أولاها (والمعروفة بالألمانية باسم غيزامتينتفورف وبالإنجليزية إما بالمسودة الأولية أو بالمسودة الكاملة الأولى) كُتبت بالقلم الرصاص على ثلاثة مدارج موسيقية، واحد للأصوات واثنين للآلات. كُتبت المسودة الكاملة الثانية (أوركيستراسكيتزه، أو المسودة الأوركسترالية، أو النوتة القصيرة، أو بارتيسيل) بالحبر على ثلاثة مدارج على الأقل، وأحيانًا تصل إلى خمسة. كانت هذه المسودة أكثر تفصيلًا بكثير من الأولى وضمت درجة كبيرة من الإسهاب الآلاتي.
بُدئت المسودة الثانية في 25 سبتمبر 1877، بعد الأولى ببضعة أيام فقط، وفي هذه المرحلة من حياته المهنية، كان فاغنر يحب العمل على كلتا المسودتين في آن واحد، مبدلًا جيئة وذهابًا بينهما حتى لا يسمح بمرور وقت طويل بين الإدخال الأولي للنص والإسهاب النهائي للموسيقى. تمت غيزامتينتفورف الفصل الثالث في 16 أبريل 1878، والأوركيستراسكيتزه في 26 من الشهر نفسه.
كانت النوتة الكاملة (بارتيتوريستشريفت) المرحلة الأخيرة من هذه العملية التأليفية. كُتبت بالحبر وضمت نسخة واضحة من الأوبرا كلها، رُمزت فيها كل الأصوات والآلات كما يجب وفقًا للطريقة القياسية. ألف فاغنر بارسيفال فصلًا تلو الفصل، وكان ينهي غيزامتينتفورف وأوركيستراسكيتزه كل فصل قبل أن يبدأ غيزامتينتفورف الفصل التالي، لكن لأن الأوركيستراسكيتزه جسدت بالفعل كل التفاصيل التأليفية للنوتة كلها، اعتبر فاغنر الكتابة الفعلية لبارتيتوريستشريفت أكثر من مهمة روتينية بقليل ويمكن إنجازها متى ما سنح له الوقت. كُتبت نوتة مقدمة الفصلة الأول في أغسطس 1878. وكتبت نوتة بقية الأوبرا بين أغسطس 1879 و13 يناير 1882.